# Sawynzi (Isjum)
Sawynzi (ukrainisch Савинці; russisch Савинцы Sawinzy) ist eine Siedlung städtischen Typs in der ukrainischen Oblast Charkiw mit etwa 3000 Einwohnern (2024).

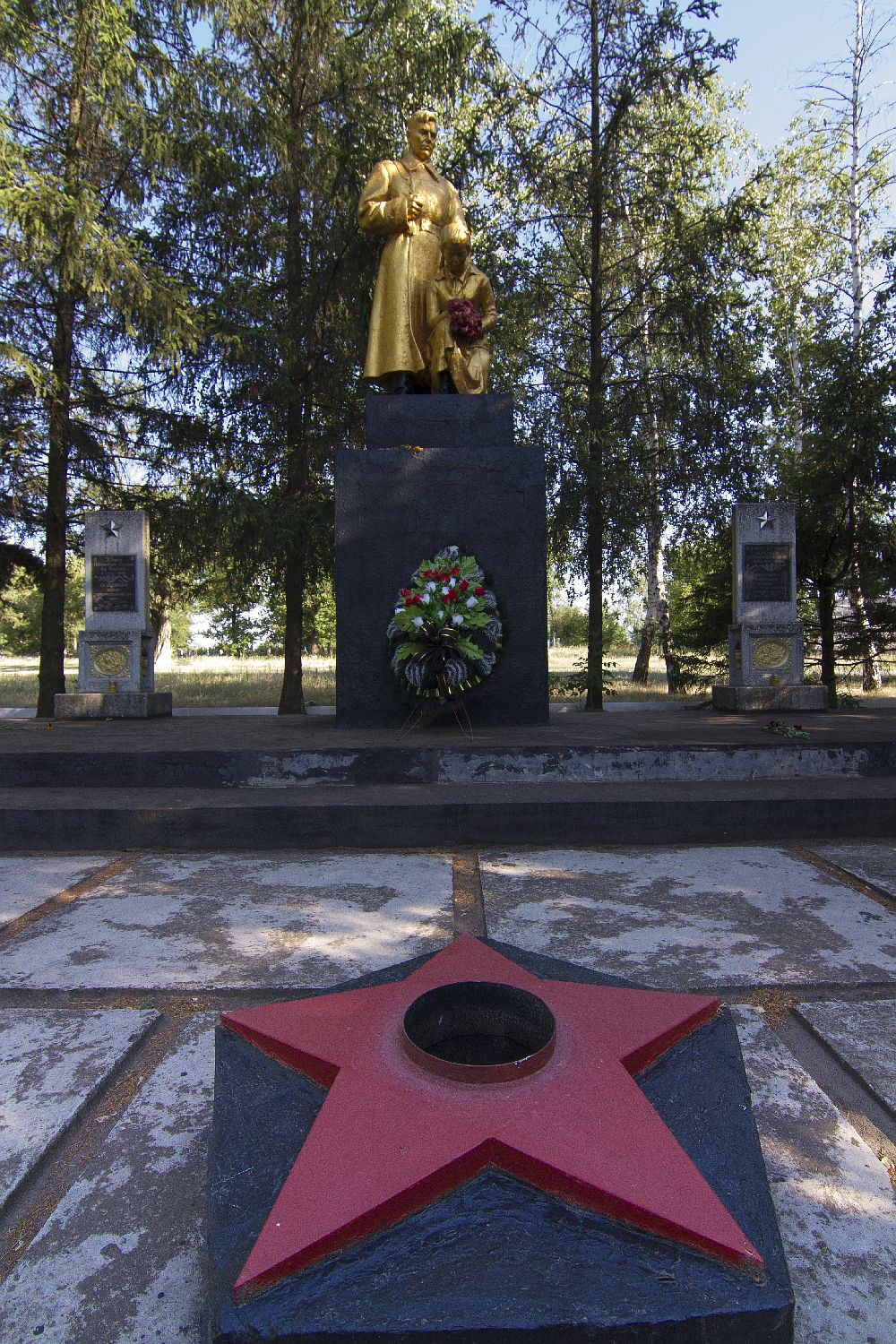
Denkmal im Ort

Die 1671 erstmals erwähnte Ortschaft erhielt 1959 den Status einer Siedlung städtischen Typs.
Sawynzi liegt am linken Ufer des Siwerskyj Donez an der Regionalstraße R 78. Die Siedlung besitzt eine Bahnstation an der Bahnstrecke von Charkiw in den Donbas und befindet sich 17 km südöstlich vom ehemaligen Rajonzentrum Balaklija und etwa 100 km südöstlich vom Oblastzentrum Charkiw.

## Verwaltungsgliederung
Am 12. Juni 2020 wurde die Siedlung zum Zentrum der neugegründeten Siedlungsgemeinde Sawynzi (Савинська селищна громада/Sawynska selyschtschna hromada). Zu dieser zählen auch die 12 in der untenstehenden Tabelle aufgelisteten Dörfer sowie die Ansiedlungen Krjutschky, Nowoseliwka, Nurowe, Tepljanka und Wessele, bis dahin bildete sie zusammen mit dem Dorf Dowhaliwka (Довгалівка) die gleichnamige Siedlungsratsgemeinde Sawynzi (Савинська селищна рада/Sawynska selyschtschna rada) im Osten des Rajons Balaklija.
Am 17. Juli 2020 kam es im Zuge einer großen Rajonsreform zum Anschluss des Rajonsgebietes an den Rajon Isjum.
Folgende Orte sind neben dem Hauptort Sawynzi Teil der Gemeinde:
| Name                     | Name          | Name                               |
| ukrainisch transkribiert | ukrainisch    | russisch                           |
| ------------------------ | ------------- | ---------------------------------- |
| Borodojarske             | Бородоярське  | Бородоярское (Borodojarskoje)      |
| Dowhaliwka               | Довгалівка    | Довгалевка (Dowgalewka)            |
| Krjutschky               | Крючки        | Крючки (Krjutschki)                |
| Myrna Dolyna             | Мирна Долина  | Мирная Долина (Mirnaja Dolina)     |
| Morosiwka                | Морозівка     | Морозовка (Morosowka)              |
| Norziwka                 | Норцівка      | Норцовка (Norzowka)                |
| Nowoseliwka              | Новоселівка   | Новосёловка (Nowosjolowka)         |
| Nurowe                   | Нурове        | Нурово (Nurowo)                    |
| Pasijiwka                | Пазіївка      | Пазиевка (Pasijewka)               |
| Perschotrawnewe          | Першотравневе | Першотравневое (Perschotrawnewoje) |
| Salyman                  | Залиман       | Залиман (Saliman)                  |
| Slabuniwka               | Слабунівка    | Слабуновка (Slabunowka)            |
| Tepljanka                | Теплянка      | Теплянка                           |
| Ukrajinka                | Українка      | Украинка (Ukrainka)                |
| Wessele                  | Веселе        | Весёлое (Wessjoloje)               |
| Wilchuwatka              | Вільхуватка   | Ольховатка (Olchowatka)            |
| Wyschnewa                | Вишнева       | Вишнёвая (Wischnjowaja)            |